# Quinto Fábio Bárbaro Antônio Mácer
Quinto Fábio Bárbaro Antônio Mácer (em latim: Quintus Fabius Barbarus Antonius Macer), designado como Fábio Antônio, foi um senador romano da gente Fábio nomeado cônsul sufecto para o segundo semestre de 64 com Caio Licínio Muciano. Quinto Fábio Bárbaro Valério Magno Juliano, cônsul sufecto em 99 era seu filho ou neto. Sabe-se que teve também uma filha chamada Fábia Bárbara.